# Číhalín
Číhalín é uma comuna checa localizada na região de Vysočina, distrito de Třebíč.